# Marc Joulaud
Marc Joulaud, né le 3 septembre 1967 à Mayenne (Mayenne), est un homme politique français. Il est membre des Républicains et fut maire de Sablé-sur-Sarthe de 2008 à 2020, député français entre 2002 et 2012 et député européen de 2014 à 2019.

## Biographie
Marc Joulaud est diplômé en droit, tout d'abord de l'université du Mans, où il obtient une licence en droit public, puis de l'université Panthéon-Sorbonne. Il étudie ensuite à l'Institut d'études politiques de Paris (promotion 1991) où il se spécialise dans le domaine des collectivités locales (finances, urbanisme, aménagement du territoire…).
En 1992, il est recruté par François Fillon, alors maire de Sablé-sur-Sarthe, qui en fait son collaborateur à la mairie. C'est le début de la collaboration entre les deux hommes. Entre 1992 et 1995, il est assistant parlementaire de François Fillon. En 1995, il assiste son mentor devenu président du conseil général de la Sarthe et, en 1998, c'est tout naturellement qu'il suit à Nantes celui qui est devenu président du conseil régional des Pays de la Loire.
Il obtient son premier mandat politique en 2001 en étant élu conseiller municipal de Sablé-sur-Sarthe, sa ville de résidence. Il devient le premier adjoint de Pierre Touchard, le nouveau maire UMP qui assure la succession de François Fillon, parti se faire élire comme conseiller municipal dans la petite commune voisine de Solesmes. Il devient également vice-président de la communauté de communes de Sablé-sur-Sarthe chargé de l'aménagement de l'espace et trésorier du « Pays de la Vallée de la Sarthe ».
Le 9 juin 2002, il est élu comme suppléant du député de la 4e circonscription de la Sarthe, François Fillon dont il était l'assistant parlementaire, (avec 55,21 % des voix dès le premier tour) et fait son entrée comme député à l'Assemblée nationale à partir du 19 juillet 2002 à la suite de la nomination de ce dernier au gouvernement. Il siège ainsi au sein du groupe UMP pendant la quasi-totalité de la XIIe législature. À l'Assemblée nationale, il est membre de la commission de la Défense nationale et des Forces armées. Au sein de cette commission, il est membre de la mission de surveillance de l'exécution des crédits de la défense, chargée de veiller à la bonne application de la loi de programmation militaire. Il est également vice-président du groupe d'amitié avec la Slovénie.
Pour les élections législatives de 2007, il est à nouveau désigné suppléant de François Fillon dans la 4e circonscription de la Sarthe. Il est réélu le 10 juin 2007, en obtenant 53,40 % des voix dès le premier tour, et est confirmé à son poste de Premier ministre le 19 juin. Marc Joulaud redevient ainsi député le 20 juillet 2007 à sa place. Il est à nouveau membre du groupe UMP.
Le 9 mars 2008, il remporte les élections municipales de Sablé-sur-Sarthe dès le premier tour et le 14 mars, il est élu maire de la commune par le nouveau conseil municipal.
Candidat de l'UMP aux élections législatives de 2012, il obtient 31,67 % des suffrages exprimés au premier tour et accède au second tour du 17 juin 2012 : obtenant 40,55 % des suffrages, il est devancé par son adversaire Stéphane Le Foll qui l'emporte avec 59,45 %.
Le 28 septembre 2012, il est élu président de la communauté de communes de Sablé-sur-Sarthe à la majorité absolue avec 56 voix, après la démission de François Fillon.
De 2012 à 2014, Marc Joulaud exerce les fonctions d'assistant parlementaire du sénateur de la Sarthe Jean-Pierre Chauveau, lui-même ancien suppléant de François Fillon.
Lors des élections européennes de 2014, Marc Joulaud est député européen de la circonscription Ouest. Il est membre du Parti populaire européen et fait partie de la commission de la Culture et de l'Éducation ainsi que du Développement régional. Il ne se représente pas en 2019.
Il soutient François Fillon pour la primaire française de la droite et du centre de 2016.
Il parraine Laurent Wauquiez pour le congrès des Républicains de 2017, scrutin lors duquel il est élu le président du parti.

## Affaire Penelope Fillon
Le Canard enchaîné du 25 janvier 2017 révèle que Penelope Fillon a été employée comme attachée parlementaire de Marc Joulaud de 2002 à 2007, après avoir été celle de son mari François Fillon de 1998 à 2002, avant que celui-ci ne cède son siège à son suppléant.
Sur une enveloppe maximale de 9 561 € (valeur 2017) calculée en principe pour trois collaborateurs, le journal affirme que Penelope Fillon était rémunérée entre 6 900 € à 7 900 € bruts par mois par Marc Joulaud, contre 3 900 € par mois antérieurement par son mari (le maximum permis par la loi pour un membre de sa famille), alors que Marc Joulaud lui-même n'a été rémunéré que 1 169 € nets par mois en tant qu'assistant parlementaire du sénateur Jean-Pierre Chauveau entre 2012 et 2014.
Marc Joulaud a eu comme assistant parlementaire Igor Mitrofanoff et Jeanne Robinson-Behre. Dans son article, Le Canard enchaîné dit qu’il n’a pas trouvé trace du travail de Pénélope Fillon. Jeanne Robinson-Behre, ancienne collaboratrice de Marc Joulaud à l'Assemblée, déclare au journal satirique n’avoir jamais travaillé avec Pénélope Fillon mais, selon elle, cela « ne veut pas dire qu'elle ne travaillait pas ».
À la suite de ces révélations, le parquet national financier annonce le même jour l'ouverture d'une enquête préliminaire pour détournement de fonds publics, abus de biens sociaux et recel de ces délits. Marc Joulaud est auditionné par les enquêteurs de l'Office central de lutte contre la corruption et les infractions financières et fiscales le 1er février 2017.
Le 24 mars 2017, Marc Joulaud est mis en examen pour « détournement de fonds publics »,. Le 29 juin 2020, il est condamné en première instance à 3 ans de prison avec sursis, 20 000 euros d’amende et 5 ans d'inéligibilité. Il fait appel de cette condamnation le 6 juillet 2020. Le procès en appel s'ouvre le 15 novembre 2021. Le 9 mai 2022, la cour d'appel de Paris condamne Marc Joulaud à trois ans de prison avec sursis et cinq ans d’inéligibilité. Il est exempté de l'amende de 20 000 euros. À la suite de cette décision, il décide de former un pourvoi en cassation. La Cour de cassation confirme définitivement sa peine le 24 avril 2024. Il saisit, aux côtés de François et Pénélope Fillon, la Cour européenne des droits de l'homme afin d'obtenir l'annulation de cette condamnation.

## Mandats

### Député
- 19 juillet 2002 - 19 juin 2007 : député de la 4e circonscription de la Sarthe
- 20 juillet 2007 - 15 juin 2012 : député de la 4e circonscription de la Sarthe

### Conseiller municipal
- 19 mars 2001 - 9 mars 2008 : adjoint au maire de Sablé-sur-Sarthe

### Maire
- 14 mars 2008 - 23 mars 2014 : maire de Sablé-sur-Sarthe
- 28 mars 2014 - 3 juillet 2020: maire de Sablé-sur-Sarthe

### Communauté de communes
- 30 décembre 2001 - 16 mars 2008 : vice-président de la communauté de communes de Sablé-sur-Sarthe
- 16 mars 2008 - 28 septembre 2012 : vice-président de la communauté de communes de Sablé-sur-Sarthe
- 28 septembre 2012 - 17 avril 2014 : président de la communauté de communes de Sablé-sur-Sarthe
- 17 avril 2014 - 10 juillet 2020: président de la communauté de communes de Sablé-sur-Sarthe (réélu)

### Association des maires et adjoints de la Sarthe
- 2008 - 2020 : président